# Paramamoea parva
Paramamoea parva är en spindelart som beskrevs av Forster och Wilton 1973. Paramamoea parva ingår i släktet Paramamoea och familjen Amphinectidae. Inga underarter finns listade i Catalogue of Life.